# Karl Ernst von Bose
Karl Ernst von Bose (* 20. Dezember 1726 in Branderode; † 9. Juni 1789 in Rastenburg) war ein preußischer Generalmajor, Chef des Garnisonsregiments Nr. 1 sowie Ritter des Ordens Pour le Mérite.

## Leben

### Herkunft
Seine Eltern waren Karl Friedrich von Bose, kursächsischer Oberaufseher der Saaleflöße und Direktor der Ritterschaft des Amts Freyburg, und dessen Ehefrau Christiane Luise, geborene von Beust.

### Militärkarriere
Bose war ab Juni 1744 Student an der Universität Jena. Er kam zur kursächsischen Armee, mit der er 1745 an der Schlacht bei Kesselsdorf teilnahm und gefangen genommen wurde. Der Chef des Infanterieregiments Nr. 22 Moritz von Anhalt-Dessau überredete Bose nach der Schlacht als Fähnrich in preußische Dienste zu treten. 1750 wurde er Sekondeleutnant und am 19. Oktober 1756 Premierleutnant. Während des Siebenjährigen Krieges 1756/63 kämpfte Bose bei Prag, Kay, Kunersdorf, Kolin sowie Zorndorf und wurde insgesamt drei Mal verwundet. Ab Mitte Juli 1760 war Bose mit der Beförderung zum Kapitän auch Kompaniechef geworden.
Nach Kriegsende stieg Bose in seinem Regiment weiter auf und wurde am 26. März 1768 Major sowie am 11. Januar 1777 Oberstleutnant. Als solcher nahm Bose während des Bayerischen Erbfolgekrieges 1778/79 an den Kämpfen bei Weißkirch teil und erhielt für seine dort gezeigte Tapferkeit den Orden Pour le Mérite.
Als Oberst wurde Bose am 13. Juni 1780 zum Kommandeur des Infanterieregiments Nr. 5 ernannt. König Friedrich II. gab ihm am 10. April 1786 die Stelle als Chef des Garnisonsregiments „von Hallmann“ Nr. 1 und beförderte ihn am 20. Mai 1787 zum Generalmajor. Im Jahr darauf wurde das Regiment aufgelöst. Eine weitere Verwendung erfolgte nicht mehr.
Bose war Herr auf Branderode und Weischütz.

### Familie
Er hatte sich am 30. Juli 1752 in Stargard mit Ester Antoinette Wilhelmine Emerentia von Wedel aus dem Haus Trampe verheiratete. Das Paar hatte drei Töchter und einen Sohn, von denen zwei Töchter überlebten:
- Karoline Christina Wilhelmine (* 17. September 1755)
- Christiane Elisabeth (* 2. Januar 1757).